# Soera Het Opvouwen
Soera Het Opvouwen is een soera van de Koran.
De soera is vernoemd naar de eerste aya waar gesproken wordt over het opvouwen van de zon. het vervolgt met andere zaken die op de Dag des oordeels zullen plaatsvinden. Ayaat 15 t/m 29 geven bijzonderheden over de Openbaringen en Mohammed.

## Bijzonderheden
Ayaat 8 en 9 spreken over de levend-begravenen. Aan hen wordt gevraagd wat zij misdaan hebben. Mohammed maakte een einde aan een oud gebruik; bij de geboorte van een meisje werd, voordat zij had kunnen ademen, het gezichtje in het zand geduwd, waardoor zij verondersteld werd nooit geleefd te hebben. Met de komst van de islam werd dit verboden en mannen en vrouwen gelijkgesteld. De komst van een meisje werd gelijkwaardig aan de geboorte van een jongetje.